# 효자로 (포항시)
효자로(Yoja-ro)는 대한민국 경상북도 포항시 남구 지곡동에서 대잠동을 거쳐 승리교차리까지 연결하는 도로이다.
2009년 12월 1일 도로명 주소 사업에 인해 효자로로 지정되었다.

## 노선 구간
- 승리교차로
  - 지곡로
    - 지곡승리아파트
- 사거리 명칭 미상
  - 행복길, 효행길
    - 효자아울렛
- 삼거리 명칭 미상
  - 행복길
- 대잠고가교
  - 희망대로

## 차로수
- 왕복 4차로